# Shiroi
Shiroi (jap. 白井市, -shi) ist eine Stadt der Präfektur Chiba im Osten von Honshū, der Hauptinsel von Japan.

## Geographie
Shiroi liegt südlich von Kashiwa und nördlich von Funabashi.

## Geschichte
Shiroi erhielt am 1. April 2001 das Stadtrecht.

## Verkehr
- Straße:
  - Nationalstraße 16
  - Nationalstraßen 464

## Angrenzende Städte und Gemeinden
- Yachiyo
- Funabashi
- Kamagaya
- Kashiwa
- Inzai

## Persönlichkeiten
- Keita Sawa (* 1976), Automobilrennfahrer
- Nobushige Tabata (* 1989), Fußballspieler
- Mikiko Andō (* 1992), Gewichtheberin und Olympionikin
- Rira Suzuki (* 1998), Gewichtheberin